# Israel Burstein
Israel Burstein, auch Israel Bursztyn, (geboren 1891 in Nadwórna, Österreich-Ungarn; gestorben 1951 in Israel) war ein österreichisch-israelischer Hebraist.  

## Leben
Israel Burstein studierte Hebraistik an der Universität Wien und wurde mit einer Arbeit zur hebräischen Sprache promoviert. Die überarbeitete Dissertation Vollständige Grammatik der alt- und neuhebräischen Sprache wurde von Walter Baumgartner und Eduard König sehr kritisch rezensiert.
Nach dem Anschluss Österreichs 1938 musste Burstein 1939 nach Palästina emigrieren. Dort arbeitete er im Waʿad HaLaschon, dem Ausschuss für die Modernisierung der hebräischen Sprache. Sein Hauptwerk Torat ha-hegeh : ba-lashon ha-ʻIvrit kolelet gam torat ha-niḳud behandelt die hebräische Phonologie. Er entwickelte das hebräische Zahlsystem weiter und erarbeitete eine neue Form der hebräischen Stenografie.

## Schriften (Auswahl)
- Israel Bursztyn: Vollständige Grammatik der alt- und neuhebräischen Sprache. Wien : Gerold & Co., 1929.